# Mário Trindade
Mário Trindade (1921-1994) foi um engenheiro e autor brasileiro, tendo atuado como consultor de engenharia de segurança de diversas empresas brasileiras, dentre as quais a Volkswagen Brasil, a Mercedes-Benz do Brasil, a Companhia de Cigarros Sousa Cruz, a Eucatex, a Rex-Corretores de Seguros, o grupo Atlântica de Seguros, e os grupos Sul América e Motor Union Lowndes. Como autor, publicou O seguro privado no Brasil (1948) e Tabelas de polinômios ortogonais normalizados, além de diversos trabalhos em revistas técnicas, dentre as quais Seguros y Fianzas (Cuba), Seguridad (México), Revista do IRB e Boletim do Instituto Brasileiro de Atuária.

## Biografia
Mário nasceu no Rio de Janeiro, então Distrito Federal, no dia 16 de abril de 1921, filho de Agostinho Trindade e de Marcília Trindade. Sua carreira escolar e acadêmica inclui o curso secundário no Colégio Pedro II e o complementar no Colégio Universitário, ambos no Rio de Janeiro; o curso de matemática superior da Faculdade Nacional de Filosofia da Universidade do Brasil; o curso de teoria de amostragem estatística na Universidade de São Paulo (USP) e em 1950 o curso de engenharia civil na Escola Nacional de Engenharia da Universidade do Brasil.